# Zalissea, Horodnea
Zalissea (în ucraineană Залісся) este un sat în comuna Molojava din raionul Horodnea, regiunea Cernihiv, Ucraina.

## Demografie
Componența lingvistică a localității Zalissea
     Ucraineană (97,06%)
     Belarusă (2,94%)
Conform recensământului din 2001, majoritatea populației localității Zalissea era vorbitoare de ucraineană (97,06%), existând în minoritate și vorbitori de belarusă (2,94%).